# Coma (Gemitaiz)
Coma è un singolo del rapper italiano Gemitaiz, pubblicato il 4 novembre 2016 come secondo estratto dalla riedizione del secondo album in studio Nonostante tutto.
Il singolo ha visto la collaborazione del cantante italo-mozambicano Victor Kwality.

## Video musicale
Il videoclip è stato pubblicato il 2 dicembre 2016 sul canale YouTube di Gemitaiz.